# Alexa canaracunensis
Alexa canaracunensis är en ärtväxtart som beskrevs av Henri François Pittier. Alexa canaracunensis ingår i släktet Alexa och familjen ärtväxter. Inga underarter finns listade i Catalogue of Life.